# 橋本達雄
橋本 達雄（はしもと たつお、1930年2月16日 - 2013年12月10日 ）は、日本の古代日本文学研究者、専修大学名誉教授。

## 来歴・人物
新潟県生まれ。早稲田大学大学院博士課程修了。跡見学園女子大学助教授、専修大学教授を勤め、2001年名誉教授。
『万葉集』の研究者で、梅原猛の『水底の歌』を批判し、1976年4月号『國文學』で梅原と直接対決した唯一の国文学者。しかし梅原は同書文庫版あとがきで、国文学者はみな対決を避けたと書き自説を繰り返したので、1996年『日本文学史の発見』所収の論文で梅原の姿勢を批判するに至った。
2013年12月10日死去。83歳没。

## 著書
- 万葉宮廷歌人の研究 笠間書院 1975
- 柿本人麻呂 謎の歌聖 新典社 1984（日本の作家 3）
- 大伴家持作品論攷 塙書房 1985
- 万葉集の作品と歌風 笠間書院 1991
- 万葉集の時空 笠間書院 2000
- 柿本人麻呂<全> 笠間書院 2000
- 万葉集の編纂と形成 笠間書院 2006

## 共編著
- 万葉集物語 美と抒情の原郷をたどる 伊藤博共編 有斐閣 1977
- 万葉の歌ことば辞典 稲岡耕二共編 有斐閣選書 1982
- 万葉集全注 巻第17 有斐閣 1985
- 日本文学史の発見 共著 三省堂 1994